# Crisi diplomatica del Qatar
La crisi diplomatica del Qatar (in arabo الأزمة الدبلوماسية مع قطر‎?), o anche crisi del Golfo, è stata una crisi diplomatica che ha comportato il deterioramento dei rapporti tra il Qatar e alcuni stati della Lega Araba negli anni tra il 2017 e il 2021. 
Tutto è iniziato quando l'Arabia Saudita, gli Emirati Arabi Uniti, il Bahrein e l’Egitto hanno interrotto le loro relazioni bilaterali con il Qatar e successivamente hanno vietato agli aerei e alle navi qatarioti di utilizzare il loro territorio sovrano via aria, terra e mare; ciò ha comportato la chiusura da parte dei sauditi dell'unico valico di terra del Qatar, avviando di fatto un blocco del paese. Le tensioni tra le due parti si sono concluse nel gennaio 2021, a seguito di un accordo tra sauditi e qatarioti.
La coalizione guidata dall’Arabia Saudita ha citato il presunto sostegno del Qatar al terrorismo come motivo principale delle sue azioni, sostenendo che il Qatar avesse violato un accordo del 2014 con i membri del Consiglio di cooperazione del Golfo (CCG), di cui il Qatar è membro. L'Arabia Saudita e altri paesi hanno criticato le relazioni di Al Jazeera e del Qatar con l'Iran. Il Qatar ha spiegato di aver fornito assistenza ad alcuni gruppi di opposizione, compresi i gruppi islamici (come i Fratelli Musulmani), ma ha costantemente negato di aiutare i gruppi militanti legati ad al Qaida o allo Stato Islamico (Islamic State - IS). Il Qatar ha anche sottolineato di aver assistito a lungo gli Stati Uniti nella guerra al terrorismo, in particolare attraverso la base militare statunitense di Al Udeid in Qatar, e l’intervento militare in corso contro l’IS. All’inizio della crisi, la coalizione guidata dall’Arabia Saudita ha visto l'ingresso della Giordania; successivamente è stata sostenuta da Maldive, Mauritania, Senegal, Gibuti, Comore e dal governo libico con sede a Tobruch nella rottura delle relazioni con il Qatar e nella chiusura delle rotte terrestri del paese per le importazioni alimentari. Le richieste contro il Qatar includevano la riduzione delle relazioni diplomatiche con l’Iran, l’interruzione del coordinamento militare con la Turchia e la chiusura di Al Jazeera; il Qatar ha rifiutato di accettare qualsiasi richiesta della coalizione guidata dall'Arabia Saudita. Le iniziali interruzioni dell’approvvigionamento sono state minimizzate da ulteriori importazioni dall’Iran, con il quale il Qatar ha ristabilito piene relazioni diplomatiche nell’agosto 2017, e dalla Turchia. Il 4 gennaio 2021 il Qatar e l'Arabia Saudita, con la mediazione del Kuwait e degli Stati Uniti, hanno concordato una soluzione della crisi, stabilendo che l'Arabia Saudita avrebbe riaperto il proprio confine con il Qatar e iniziato il processo di riconciliazione. Il giorno successivo, a seguito del vertice del CCG ad Al-'Ula, sono stati sottoscritti i relativi accordi tra i due paesi. Secondo Samuel Ramani, la crisi è stata un fallimento per Arabia Saudita, Emirati Arabi Uniti, Bahrein ed Egitto, perché il Qatar ha rafforzato i propri legami con Iran e Turchia ed è diventato economicamente e militarmente più forte e più autonomo.

## Premesse
Da quando ha preso il potere nel 1995 come emiro del Qatar, Hamad bin Khalifa Al Thani ha creduto che il paese avrebbe potuto acquisire maggior sicurezza trasformandosi da un’appendice saudita a uno stato pienamente sovrano, al pari dell’Arabia Saudita. Al fine di esercitare pressioni sul Qatar affinché frenasse tali tendenze individualistiche, l’Arabia Saudita ha ritirato il suo ambasciatore a Doha dal 2002 al 2008, ma questo approccio si è dimostrato ampiamente fallimentare. La primavera araba ha lasciato un vuoto di potere che sia l’Arabia Saudita, sia il Qatar hanno cercato di colmare. Mentre il Qatar si è schierato in sostegno dell’ondata rivoluzionaria, i sauditi si sono opposti ad essa; infatti i due paesi, essendo entrambi alleati degli Stati Uniti, evitano il conflitto diretto tra loro. Il Qatar ha avuto divergenze con altri governi arabi su una serie di questioni: trasmette Al Jazeera, è accusato di mantenere buoni rapporti con l'Iran e in passato ha sostenuto i Fratelli Musulmani. Nel giugno 2017, il primo ministro e ministro degli esteri qatariota, Sheikh Mohammed bin Abdulrahman Al Thani, ha dichiarato di non sostenere alcuna organizzazione terroristica in un'intervista con France 24.
Nel dicembre 2021, The Economist ha riportato che il Qatar ha chiesto ai membri della Fratellanza Musulmana di lasciare il paese, dimostrando la volontà di adattare le proprie politiche estere al fine di mantenere le alleanze cruciali e affrontare le sfide regionali in modo efficace. Nel settembre 2023, gli Emirati Arabi Uniti hanno rimosso alcune entità qatariote dalla lista delle oprganizzazioni terroristiche.
Il Qatar ha permesso ai talebani afghani di istituire un ufficio politico all'interno del paese. Il Qatar è uno stretto alleato degli Stati Uniti, ospitando la più grande base americana in Medio Oriente, la base aerea di Al Udeid.
Nel marzo 2014 Arabia Saudita, Emirati Arabi Uniti, Bahrein ed Egitto hanno ritirato i loro ambasciatori dal Qatar. Questa rottura delle relazioni è stata la prima di questo genere dall’istituzione del Consiglio di cooperazione del Golfo (CCG). La crisi ha inizialmente influenzato negativamente il CCG, sollevando interrogativi tra gli stati membri, causando cambiamenti nelle agende politiche e modificando in una certa misura gli equilibri di potere nella regione.
Le ragioni esatte della rottura delle relazioni diplomatiche nel 2017 non sono chiare, ma la copertura giornalistica contemporanea l'ha attribuita principalmente a diversi eventi avvenuti nell'aprile e nel maggio 2017.

### Trattative sugli ostaggi

#### Nel 2017
Nell'aprile 2017, il Qatar è stato coinvolto in un accordo con militanti sunniti e sciiti in Iraq e Siria. L'accordo aveva due obiettivi: l'obiettivo immediato era garantire il ritorno di 26 ostaggi del Qatar (compresi alcuni componenti della famiglia reale) che erano stati rapiti dai militanti sciiti durante la caccia ai falchi nell'Iraq meridionale e tenuti in prigionia per oltre 16 mesi; il secondo obiettivo era convincere sia i militanti sunniti, sia quelli sciiti in Siria a consentire il passaggio degli aiuti umanitari e l'evacuazione sicura dei civili. Secondo il New York Times, questo accordo ha consentito l’evacuazione di almeno 2 000 civili solo dal villaggio siriano di Madaya. Ciò che ha indignato l’Arabia Saudita e gli Emirati Arabi Uniti è stata la somma di denaro pagata dal Qatar per garantire l’accordo. Secondo il Financial Times, il Qatar ha pagato 700 milioni di dollari a diverse milizie sciite sostenute dall'Iran in Iraq, 120-140 milioni di dollari a Tahrir al-Sham e 80 milioni di dollari ad Ahrar al-Sham.

#### Eventi successivi nel 2023
Nel settembre 2023, il Qatar e gli Stati Uniti hanno raggiunto un accordo in base al quale Washington e Teheran avrebbero liberato cinque prigionieri ciascuno e beni iraniani detenuti in Corea del Sud per un valore di 6 miliardi di dollari sarebbero stati liberati.
Il 7 ottobre 2023 è scoppiato un significativo conflitto armato tra Israele e Palestina. Con l’intensificarsi delle tensioni, i mediatori del Qatar sono intervenuti immediatamente il 9 ottobre 2023 per tenere colloqui urgenti volti a garantire il rilascio di 36 donne e bambini palestinesi detenuti nelle carceri israeliane. In cambio, hanno richiesto la liberazione delle donne e dei bambini israeliani detenuti da un gruppo militante a Gaza. Il Qatar ha svolto un ruolo cruciale e determinante con gli Stati Uniti nel facilitare il rilascio degli ostaggi americani e australiani bloccati in Israele e sotto il controllo di Hamas.

### Summit di Riad del 2017

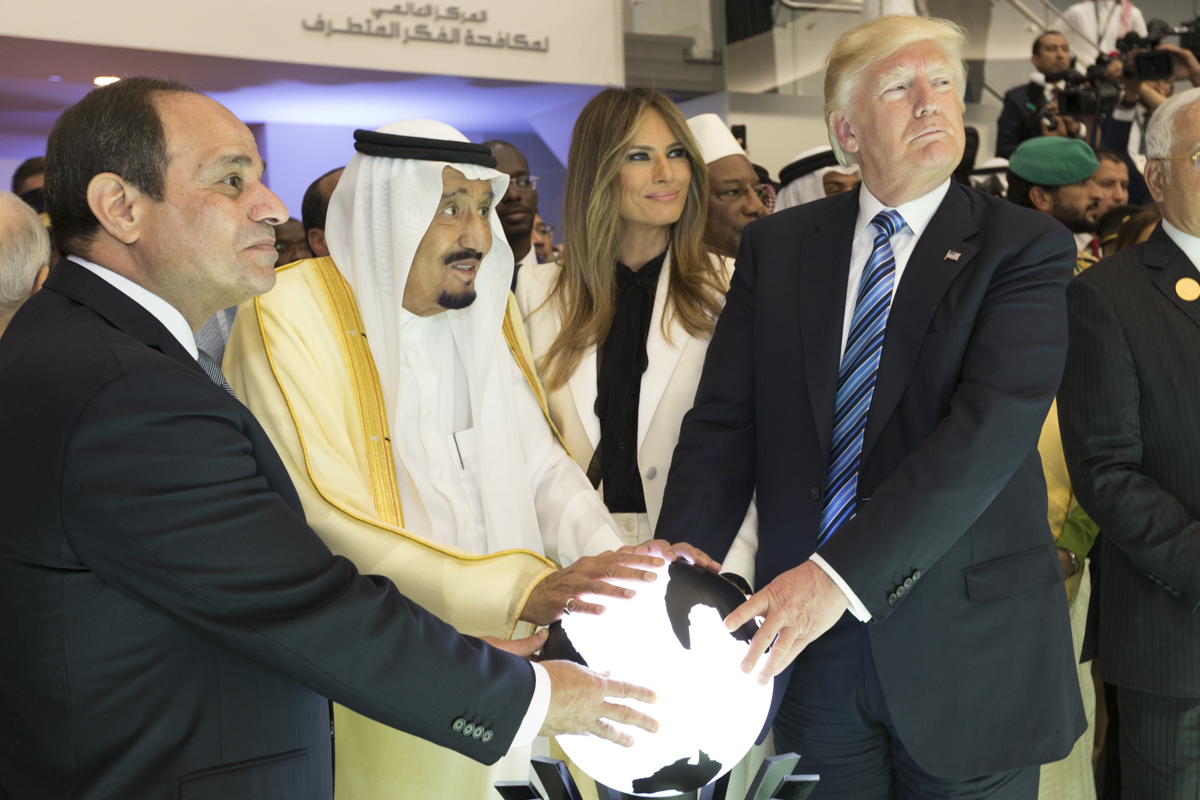
Il presidente degli Stati Uniti Donald Trump, il re Salman dell'Arabia Saudita e il presidente egiziano Abdel Fattah al-Sisi al summit di Riad del 2017. L'incontro è citato come uno dei catalizzatori della crisi.

Nell’ambito del vertice di Riyadh di fine maggio 2017, molti leader mondiali, tra cui il presidente degli Stati Uniti Donald Trump, hanno visitato la regione. Trump ha dato un forte sostegno agli sforzi dell’Arabia Saudita nella lotta contro stati e gruppi alleati dell’Iran e dei Fratelli Musulmani, portando a un accordo sulle armi tra i paesi. Il Business Insider ha riferito che "Elliott Broidy, uno dei principali raccoglitori di fondi per il presidente Donald Trump, e George Nader, socio in affari di Broidy, [...] hanno spinto per politiche anti-Qatar ai più alti livelli di governo e si aspettavano grandi contratti di consulenza dall'Arabia Saudita e dagli Emirati Arabi Uniti." Secondo il New York Times, il sostegno pubblico di Trump avrebbe incoraggiato i sauditi e potrebbe aver indotto altri stati sunniti ad allinearsi con loro prendendo posizione contro il Qatar, inducendo in altri stati del Golfo, tra cui Oman e Kuwait, il timore che qualsiasi paese osi sfidare l'Arabia Saudita o gli Emirati Arabi Uniti debba poi affrontare lo stesso ostracismo di cui era oggetto il Qatar. La mossa guidata dall’Arabia Saudita è stata per i membri del CCG e per l’Egitto un'opportunità per punire i loro avversari a Doha, compiacendo allo stesso tempo gli alleati a Washington e distogliendo l’attenzione dai propri problemi.

### Operazioni di hacking contro il Qatar
Secondo Al Jazeera, con sede in Qatar, e l'FBI americana, il sito web della Qatar News Agency e altre piattaforme mediatiche governative sono stati violati nel maggio 2017, con la conseguente pubblicazione sul sito ufficiale della Qatar News Agency di falsi commenti attribuiti all'emiro del Qatar, lo sceicco Tamim bin Hamad Al Thani, in cui si esprimeva sostegno a Iran, Hamas, Hezbollah e Israele. L'emiro avrebbe affermato: "L'Iran rappresenta una potenza regionale e islamica che non può essere ignorata, e non è saggio affrontarla. È una grande potenza nella stabilizzazione della regione". Il Qatar affermò che le dichiarazioni erano false e non se ne conosceva l'origine. Nonostante ciò, tali dichiarazioni sono state ampiamente pubblicizzate nei vari media arabi al di fuori del Qatar, tra cui Sky News Arabia con sede negli Emirati Arabi Uniti e Al Arabiya di proprietà saudita. Il 3 giugno 2017 l'account Twitter del ministro degli esteri del Bahrein, Khalid bin Ahmed Al Khalifa, è stato violato.
Inizialmente, le presunte informazioni raccolte dalle agenzie di sicurezza statunitensi indicavano che dietro l'intrusione segnalata per la prima volta dai qatarioti c'erano hacker russi. Tuttavia, un funzionario statunitense informato dell'inchiesta ha dichiarato al New York Times che "non era chiaro se gli hacker fossero sponsorizzati da uno stato" e il redattore diplomatico del Guardian Patrick Wintour ha riferito che "si ritiene che il governo russo non fosse coinvolto nelle violazioni; invece, hacker freelance venivano pagati per intraprendere il lavoro per conto di qualche altro stato o individuo." Un diplomatico statunitense ha affermato che la Russia e il suo alleato Iran avrebbero tratto vantaggio dal seminare discordia tra gli alleati degli Stati Uniti nella regione, "in particolare se avessero reso più difficile per gli Stati Uniti utilizzare il Qatar come base principale." L'FBI ha inviato una squadra di investigatori a Doha per aiutare il governo del Qatar a indagare sull'incidente. Successivamente, il New York Times ha riferito che gli episodi di hacking potrebbero essere parte di una lunga guerra informatica tra il Qatar e altri paesi del Golfo, rivelata al pubblico solo durante i recenti incidenti, e ha notato come i media sauditi e degli Emirati Arabi Uniti abbiano ripreso le false dichiarazioni in meno di 20 minuti, iniziando a intervistare molti commentatori ben preparati contro il Qatar.
Le agenzie di intelligence statunitensi ritengono che l'hacking sia stato effettuato dagli Emirati Arabi Uniti, secondo un rapporto del Washington Post pubblicato il 16 luglio. I funzionari dell'intelligence hanno affermato che l'hacking era stato discusso tra i funzionari degli Emirati il 23 maggio, un giorno prima che avesse luogo l'operazione. Gli Emirati Arabi Uniti hanno negato qualsiasi coinvolgimento nell'hacking. Il 26 agosto 2017 è stato annunciato che cinque persone presumibilmente coinvolte nell'hacking erano state arrestate in Turchia.
Un ex dipendente della National Security Agency (NSA) degli Stati Uniti, David Evenden, è stato assunto dagli Emirati Arabi Uniti per lavorare presso la società di spionaggio informatico CyberPoint. Gli Emirati hanno dato il via libera a Evenden e al suo team per eseguire operazioni di hacking contro il Qatar, al fine di recuperare prove del coinvolgimento qatariota nel finanziamento dei Fratelli Musulmani. Nel loro principale stratagemma contro il Qatar, gli Emirati Arabi Uniti hanno permesso a Evenden e alla rete di altri ex dipendenti della NSA di trascurare le razionalizzazioni e di recuperare dati riservati. Questo team di CyberPoint ha effettuato diversi tentativi di hacking globale, anche contro i reali del Qatar, i funzionari della FIFA e persino i critici online degli Emirati Arabi Uniti. Nel 2015, gli Emirati, utilizzando questi dipendenti della NSA, hanno violato le e-mail di Michelle Obama, prima della sua visita programmata a un evento in Qatar. La signora Obama è stata invitata dalla sceicca Mozah bint Nasser al-Missned del Qatar. L'hacking via e-mail ha fornito agli Emirati Arabi Uniti ogni informazione scambiata tra le due donne e il loro staff.

### Hacking dell'e-mail dell'ambasciatore degli Emirati Arabi Uniti

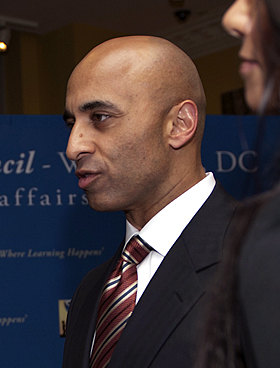
Yousef Al Otaiba

Nel maggio 2017, l’account di posta elettronica dell’ambasciatore degli Emirati Arabi Uniti negli Stati Uniti, Yousef Al-Otaiba, è stato violato. Le e-mail sono state viste dall'Huffington Post come un tentativo di "mettere in imbarazzo" Al Otaiba perché mostravano collegamenti tra gli Emirati Arabi Uniti e la filo-israeliana Fondazione per la Difesa delle Democrazie (Foundation for the Defense of Democracies) con sede negli Stati Uniti. La mossa sarebbe stata posta in essere a beneficio del Qatar, così da rendere più profonda la spaccatura tra le due parti. Secondo The Intercept, Yousef Al Otaiba sarebbe stato collegato all'acquisto di influenze guidato dagli Emirati Arabi Uniti per le campagne elettorali alla Casa Bianca.

## Rottura dei rapporti diplomatici ed economici
Tra il 5 e il 6 giugno 2017, Arabia Saudita, Emirati Arabi Uniti, Yemen, Egitto, Maldive e Bahrein hanno annunciato separatamente che avrebbero tagliato i rapporti diplomatici con il Qatar; tra questi il Bahrein è stato il primo ad annunciare la rottura dei legami alle 02:50 GMT della prima mattina del 5 giugno.

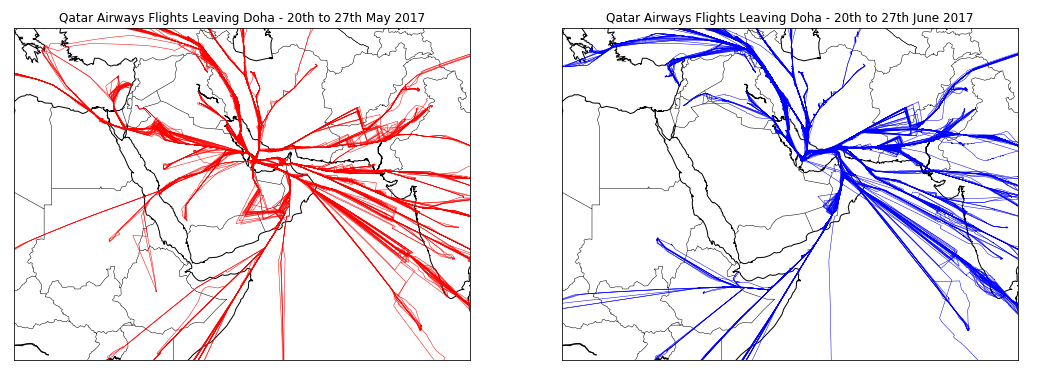
Mappe che mostrano le rotte seguite dai voli Qatar Airways in partenza da Doha prima e dopo l'imposizione dell'embargo. Dati presi da FlightRadar24.

Sono state intraprese diverse azioni diplomatiche. L'Arabia Saudita e gli Emirati Arabi Uniti hanno notificato ai porti e agli agenti marittimi di non ricevere navi del Qatar o navi di proprietà di società o individui del Qatar. L’Arabia Saudita ha chiuso il confine con il Qatar. e il suo spazio aereo alla Qatar Airways. Invece, il Qatar è stato costretto a reindirizzare i voli verso l’Africa e l’Europa attraverso lo spazio aereo iraniano. La banca centrale dell'Arabia Saudita ha consigliato alle banche di non commerciare con le banche del Qatar in riyal qatarioti. Inoltre, ai cittadini qatarioti presenti in questi paesi è stato richiesto di tornare in Qatar entro due settimane.
Il Qatar, attraverso il ministero degli affari esteri, ha criticato il divieto, sostenendo che minerebbe la sovranità del paese. Il ministro degli esteri, Mohammed bin Abdulrahman bin Jassim Al Thani, ha affermato che le dichiarazioni saudite sono contraddittorie: da un lato, ha affermato che il Qatar sostiene l'Iran, dall'altro ha affermato che invece sta finanziando gli estremisti sunniti che combattono contro l'Iran.
La mossa dell'Arabia Saudita è stata accolta con favore dal presidente Donald Trump, nonostante l'ampia presenza militare statunitense ad Al Udeid, sede della base principale delle operazioni aeree contro lo Stato islamico. Tuttavia, il segretario di Stato Rex Tillerson e il segretario alla Difesa James Mattis hanno lavorato per allentare la situazione. Tillerson, in qualità di amministratore delegato della ExxonMobil, conosceva gli attuali e i precedenti emiri del Qatar. Diversi paesi della regione, tra cui Turchia, Russia e Iran, hanno chiesto che la crisi venisse risolta attraverso negoziati pacifici.
Tutti i paesi del Consiglio di cooperazione del Golfo coinvolti nell’annuncio hanno ordinato ai propri cittadini di lasciare il Qatar. Tre stati del Golfo (Arabia Saudita, Emirati Arabi Uniti, Bahrein) hanno concesso ai visitatori e ai residenti del Qatar due settimane per lasciare i loro paesi. I ministeri degli esteri del Bahrein e dell'Egitto hanno concesso ai diplomatici qatarioti 48 ore per lasciare i loro paesi. Il Qatar è stato espulso dall'intervento saudita nello Yemen e lo stesso governo dello Yemen ha tagliato i rapporti. Kuwait e Oman rimasero neutrali.
Il governo libico con sede a Tobruch ha affermato di aver tagliato i rapporti diplomatici con il Qatar nonostante non avesse avuto relazioni diplomatiche effettive con quel paese.
Le regioni semiautonome somale di Puntland, Hirshabelle e Galmudugh hanno rilasciato dichiarazioni che tagliano i legami con il Qatar, in opposizione alla posizione neutrale del governo federale della Somalia.
Altri paesi hanno rilasciato dichiarazioni di condanna al Qatar, tra cui il Gabon e l'Eritrea.

## Richieste al Qatar e risposte
Il 22 giugno 2017, l'Arabia Saudita, gli Emirati Arabi Uniti, l'Egitto e il Bahrein, tramite la mediazione kuwaitiana, hanno presentato al Qatar un elenco di tredici richieste, da accettare entro dieci giorni (quindi entro il 2 luglio 2017). Tali richieste riguardavano:
- la chiusura di Al Jazeera e delle emittenti sue affiliate;
- la chiusura degli altri organi di stampa finanziati, direttamente e indirettamente, dal Qatar, tra cui Arabi21, Rassd News Network, The New Arab e Middle East Eye;
- la chiusura della base militare turca in Qatar e l'interruzione della presenza militare turca e di qualsiasi cooperazione militare congiunta con la Turchia all'interno del territorio qatariota;
- la riduzione delle relazioni diplomatiche con l’Iran, lmitando gli scambi commerciali nell'alveo delle sanzioni statunitensi e internazionali;[94]
- l'espulsione dei membri del Corpo delle guardie della rivoluzione islamica e l'interruzione della cooperazione militare e informativa con l'Iran;[95]
- la rottura dei legami con organizzazioni terroristiche, ideologiche e settarie tra cui i Fratelli Musulmani, Hamas, lo Stato islamico, Al Qaida, Hezbollah e il Fronte al-Nusra, ex ramo di al Qaida in Siria;
- la consegna di tutti i soggetti designati come terroristi presenti in Qatar, nonché il blocco di tutti i mezzi di finanziamento per individui, gruppi o organizzazioni designati come terroristi;
- l'interruzione dell'ingerenza negli affari interni ed esteri dei quattro paesi e dei contatti con le loro opposizioni politiche;
- l'interruzione della concessione della cittadinanza qatariota ai cittadini ricercati provenienti da Arabia Saudita, Emirati Arabi Uniti, Egitto e Bahrein;
- la revoca della cittadinanza qatariota ai cittadini esistenti laddove tale cittadinanza violasse le leggi di quei paesi;[94]
- il pagamento di risarcimenti per anni di presunti torti;
- la sottoposizione a monitoraggio per dieci anni;[90]
- l'allineamento agli altri paesi del Golfo e arabi sul piano militare, politico, sociale ed economico, nonché sulle questioni economiche, in linea con un accordo raggiunto con l’Arabia Saudita nel 2014.[94]

Secondo un rapporto di Al Jazeera – emittente finanziata dal Qatar – "i funzionari qatarioti hanno immediatamente respinto il documento come non ragionevole [né] perseguibile". L'Iran ha denunciato il blocco degli scambi commerciali. Il segretario di stato americano Rex Tillerson ha affermato che alcune richieste sarebbero state molto difficili da soddisfare, ma ha incoraggiato un ulteriore dialogo.
Il 3 luglio, l'Arabia Saudita ha accettato la richiesta del Kuwait di prorogare il termine di 48 ore.
Il 5 luglio i ministri degli esteri di Egitto, Arabia Saudita, Emirati Arabi Uniti e Bahrein si sono incontrati al Cairo dopo aver ricevuto una risposta dal Qatar alle loro richieste. L'incontro, destinato a risolvere la controversia, si è concluso con un nulla di fatto quando il ministro degli esteri saudita Adel al-Jubayr ha affermato che il boicottaggio politico ed economico del Qatar sarebbe continuato finché non avesse cambiato la sua politica. Sempre lo stesso giorno, il blocco guidato dall’Arabia Saudita ha ritirato la sua insistenza sul rispetto delle tredici richieste specifiche del mese precedente, chiedendo invece al Qatar di accettare sei principi generali, che includevano l’impegno a combattere il terrorismo e l’estremismo, nonché a porre fine agli atti di provocazione e incitamento.
Tuttavia, al 30 luglio 2017, le tredici richieste erano state reintegrate. Nel frattempo al Cairo è stata rilasciata una dichiarazione congiunta per riavviare il processo negoziale con il Qatar, che prevedeva sei principi:
- l'impegno a combattere l'estremismo e il terrorismo in tutte le sue forme e a impedirne il finanziamento o la fornitura di rifugi sicuri;
- la proibizione di ogni atto di incitamento e ogni forma di espressione che diffonda, inciti, promuova o giustifichi l'odio e la violenza;
- il pieno impegno nei confronti dell’Accordo di Riyadh del 2013 e dell’accordo supplementare e del relativo meccanismo esecutivo per il 2014 nel quadro del Consiglio di Cooperazione del Golfo per gli stati arabi;
- l'impegno per tutti gli esiti del vertice arabo-islamico-statunitense tenutosi a Riad nel maggio 2017;
- l'astensione dall’ingerenza negli affari interni degli stati e dal sostegno a entità illegali;
- la responsabilità di tutti gli stati della comunità internazionale di affrontare tutte le forme di estremismo e terrorismo come minaccia alla pace e alla sicurezza internazionale.

## Reazioni globali

### Stati Uniti

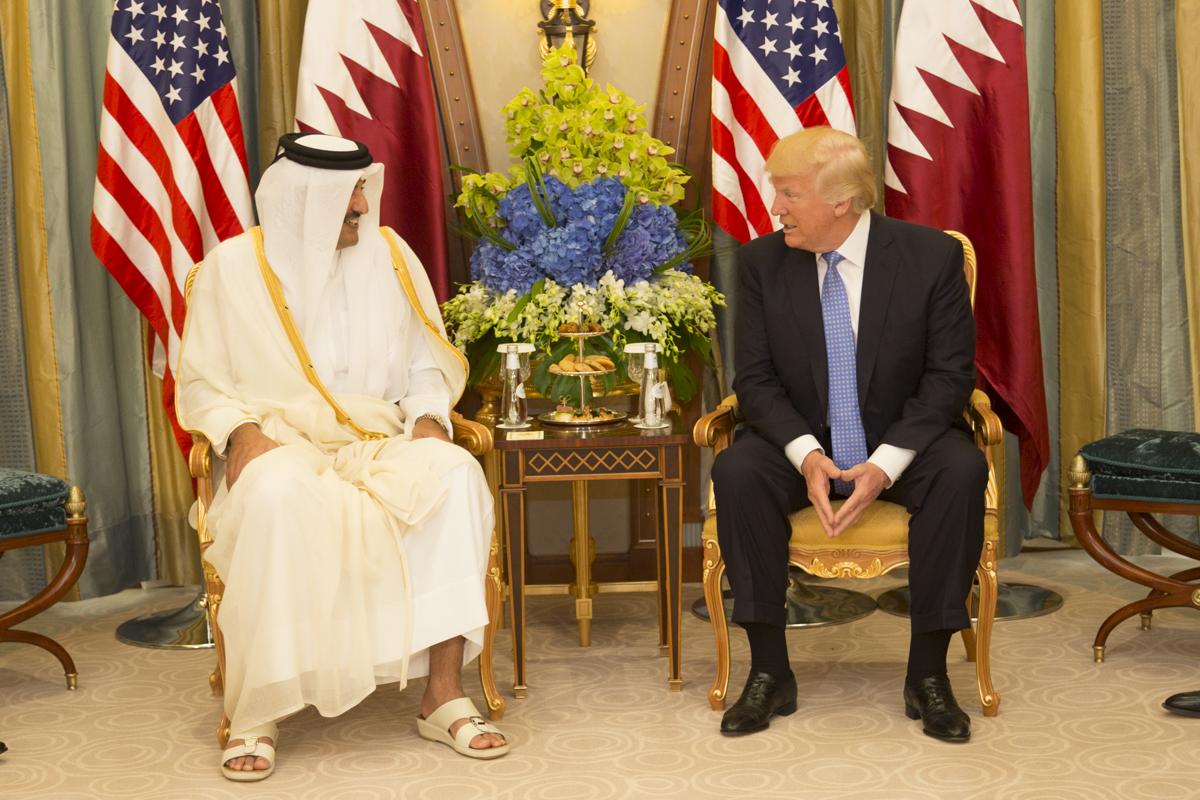
Il Presidente degli Stati Uniti d'America Donald Trump con l'emiro del Qatar Tamim bin Hamad Al Thani, maggio 2017.

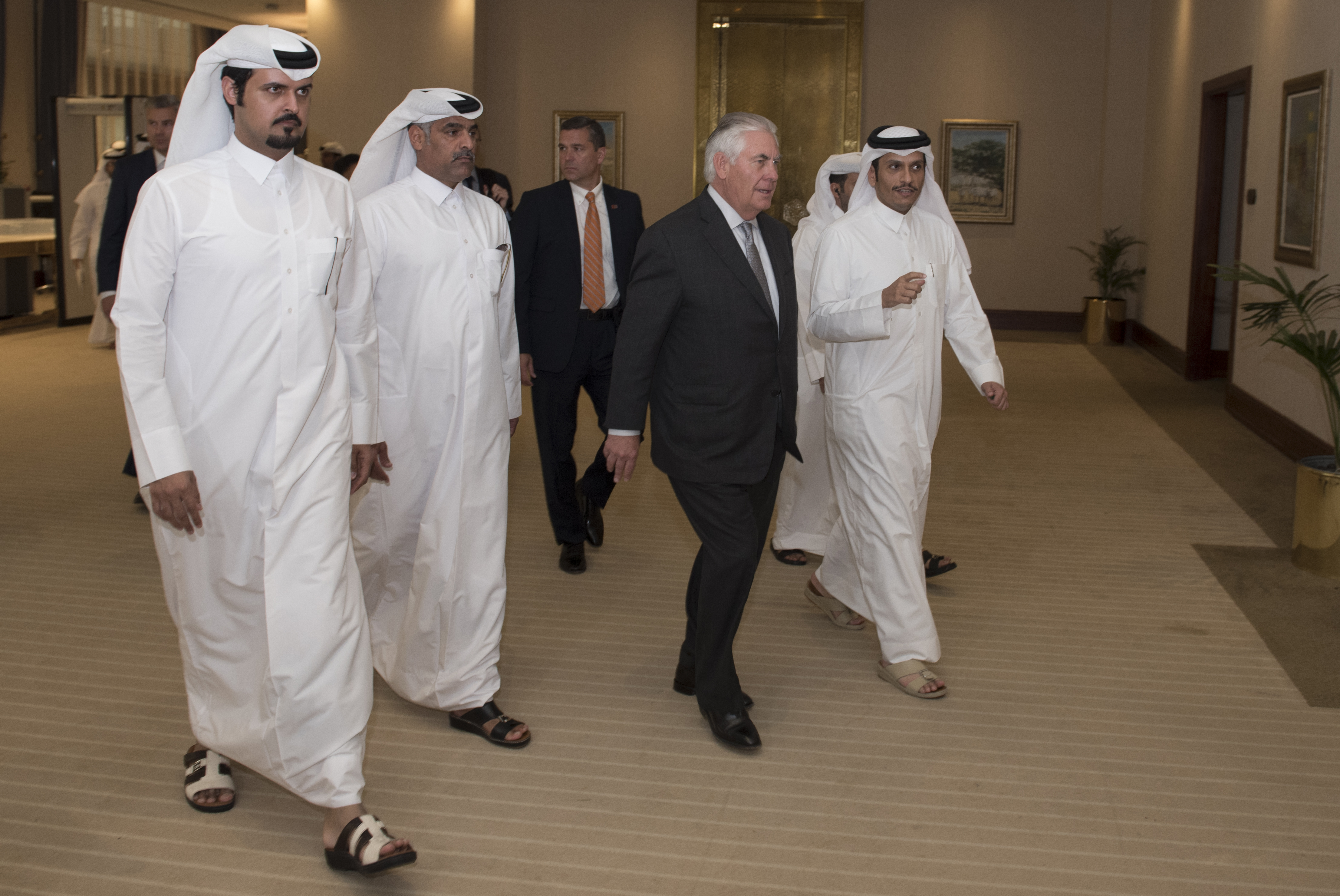
Il Segretario di Stato degli Stati Uniti d'America Rex Tillerson viene scortato al suo incontro con l'emiro del Qatar, Tamim Bin Hamad Al Thani, 11 luglio 2017.

Il presidente degli Stati Uniti Donald Trump ha rivendicato in una serie di tweet il merito di aver architettato la crisi diplomatica. Il 6 giugno Trump ha esordito twittando: "Durante il mio recente viaggio in Medio Oriente ho affermato che non possono più esserci finanziamenti per l'ideologia radicale. I leader hanno indicato il Qatar: guarda!" Un'ora e mezza più tardi, ha osservato su Twitter che era "bello vedere la visita dell'Arabia Saudita con il re e 50 paesi già dando i suoi frutti. Hanno detto che avrebbero adottato una linea dura nel finanziare l'estremismo, e ogni riferimento  puntava al Qatar. Forse questo sarà l'inizio della fine dell'orrore del terrorismo!" Ciò era in contrasto con i tentativi del Pentagono e del Dipartimento di Stato di rimanere neutrali. Il Pentagono ha elogiato il Qatar per aver ospitato la base aerea di Al Udeid e per il suo "impegno duraturo per la sicurezza regionale". L'ambasciatrice degli Stati Uniti in Qatar, Dana Shell Smith, ha inviato un messaggio simile. In precedenza, il Segretario di Stato americano aveva assunto una posizione neutrale e aveva invitato al dialogo. Lo stesso giorno, Trump ha anche avuto una telefonata con il re saudita Salman e ha respinto la sua proposta di invadere il Qatar. Gli Stati Uniti, invece, hanno richiesto la mediazione del Kuwait con l’obiettivo di risolvere il conflitto.
L’8 giugno, il presidente Donald Trump, durante una telefonata con l’emiro del Qatar Tamim bin Hamad Al Thani, si è offerto di fungere da mediatore nel conflitto con un incontro tra le parti alla Casa Bianca, se necessario. L'offerta è stata rifiutata e un funzionario del Qatar ha dichiarato: "L'emiro non ha intenzione di lasciare il Qatar mentre il paese è sotto un blocco". Il 9 giugno, Trump ha attribuito ancora una volta la colpa al Qatar, definendo il blocco "duro ma necessario", sostenendo che il Qatar aveva finanziato il terrorismo a "un livello molto alto" e descrivendo il paese come avente "un'ideologia estremista in termini di finanziamento". Questa affermazione era in conflitto con i commenti rilasciati lo stesso giorno dal Segretario di Stato Tillerson, che ha invitato gli stati del Golfo ad allentare il blocco. Il 13 giugno 2017, dopo un incontro con Tillerson a Washington, il ministro degli Eesteri saudita Adel al-Jubayr ha dichiarato che non c'era "nessun blocco" e "quello che abbiamo fatto è stato negare loro l'uso del nostro spazio aereo, e questo è un nostro diritto sovrano" e che il Centro Re Salman per gli Aiuti Umanitari e i Soccorsi avrebbe inviato cibo o aiuti medici al Qatar, se necessario. Il giorno successivo, Trump ha autorizzato la vendita di armi statunitensi per 12 miliardi di dollari al Qatar. Secondo The Intercept, l'Arabia Saudita e gli Emirati Arabi Uniti hanno esercitato pressioni su Trump affinché licenziasse Rex Tillerson perché "era intervenuto per fermare un piano segreto guidato dall'Arabia Saudita e sostenuto dagli Emirati Arabi Uniti per invadere e sostanzialmente conquistare il Qatar".
Il 21 giugno 2017, Trump ha detto davanti a una folla in Iowa che "non possiamo lasciare che queste nazioni incredibilmente ricche finanzino il terrorismo islamico radicale o il terrorismo di qualsiasi tipo", sottolineando che dopo la sua visita a Riyadh nel maggio 2017 per incontrare il re saudita Salman e sollecitare una fine al finanziamento del terrorismo: "Lo ha preso a cuore. E ora stanno combattendo con altri paesi che hanno finanziato il terrorismo. E penso che abbiamo avuto un impatto enorme".

### Altri paesi

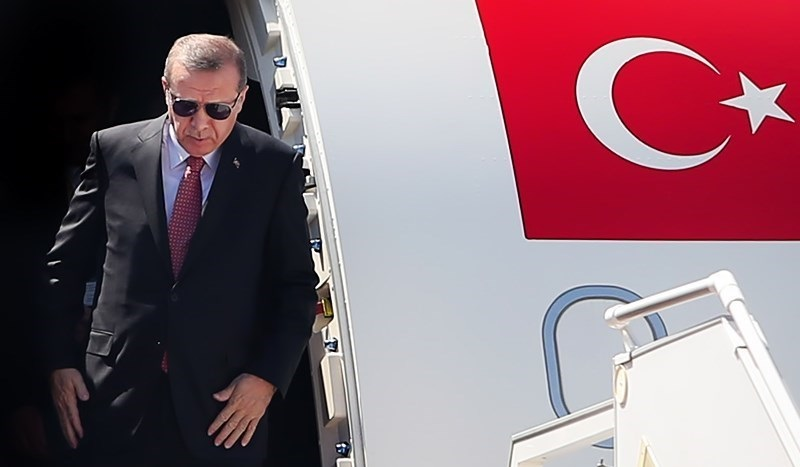
La Turchia ha sostenuto il Qatar nel suo confronto diplomatico con il blocco di paesi guidato dall’Arabia Saudita e dagli Emirati.

Diversi paesi, l’Unione Europea e le Nazioni Unite hanno chiesto che la crisi diplomatica venisse risolta facendo ricorso al dialogo:
- Algeria[122]
- Canada[123]
- Cina[124]
- Etiopia[125]
- Francia[126]
- Germania[127]
- Guinea[128]
- India[129]
- Indonesia[130]
- Iran[131][132]
- Italia[133]
- Kuwait[134]
- Malaysia[135]
- Marocco[136]
- Oman[137]
- Pakistan[138]
- Regno Unito[39]
- Russia[139]
- Somalia[140]
- Sudan[141][142]
- Svizzera[143]
- Tunisia[144]
- Turchia[145]
- Venezuela[146]

L'ex ministro della difesa israeliano, Avigdor Lieberman, ha descritto la situazione come un'"opportunità" per Israele, affermando che "gli interessi di alcuni [paesi arabi] si sovrappongono agli interessi israeliani, inclusa la questione con al-Jazeera". Ha continuato descrivendo Al Jazeera Media Network (AJMN) come una "macchina di incitamento" e "pura propaganda". Il primo ministro israeliano Benjamin Netanyahu ha chiesto ad AJMN di chiudere i suoi uffici in Israele.
Le notizie secondo cui Mauritius aveva tagliato i legami con il Qatar furono smentite dal governo mauriziano. Un articolo della Saudi Gazette affermava erroneamente che Mauritius avesse interrotto i legami con il Qatar e che il vice primo ministro del paese avesse rilasciato un comunicato in cui prometteva il sostegno del suo paese all'Arabia Saudita. Ciò ha portato a ulteriori segnalazioni errate da parte di altri organi di stampa. Tuttavia, il vice primo ministro mauriziano Showkutally Soodhun in un'intervista con Le Défi Media Group di Mauritius ha smentito le affermazioni di aver rilasciato un comunicato del genere, e il ministero degli affari esteri di Mauritius ha rilasciato una dichiarazione secondo cui Mauritius ha continuato a mantenere relazioni diplomatiche con il Qatar.
Il Pakistan ha dichiarato di non avere intenzione di interrompere le relazioni diplomatiche con il Qatar. L'assemblea nazionale ha approvato una risoluzione che invita tutti i paesi a "dare prova di moderazione e risolvere le loro differenze attraverso il dialogo". Il ministro federale pakistano per il petrolio e le risorse naturali ha affermato che "il Pakistan continuerà a importare gas naturale liquefatto (GNL) dal Qatar." Una delegazione del Qatar composta da sei membri guidata da un inviato speciale dell'emiro del Qatar ha visitato il Pakistan e ha chiesto al paese di svolgere un ruolo positivo nella risoluzione della crisi diplomatica, e l'ex primo ministro del Pakistan, Nawaz Sharif, ha affermato che "il Pakistan farà tutto il possibile per contribuire a risolvere la crisi", oltre a chiedere al mondo musulmano di svolgere un ruolo nel porre fine alle ostilità. Un rapporto della TRT affermava che il Pakistan avrebbe schierato 20 000 soldati in Qatar, cosa che il ministero degli esteri pakistano ha negato.
Le Filippine hanno sospeso l’invio di lavoratori migranti in Qatar il 6 giugno 2017. Tuttavia, il giorno successivo, hanno consentito il dispiegamento dei lavoratori di ritorno e di quelli con un certificato di lavoro all'estero, ma hanno comunque mantenuto la sospensione dell'invio di nuovi lavoratori. La sospensione è stata successivamente revocata del tutto il 15 giugno.
L'8 giugno 2017, il vice ambasciatore egiziano alle Nazioni Unite Ihab Moustafa ha chiesto al Consiglio di sicurezza di avviare un'indagine sulle accuse secondo cui il Qatar "ha pagato fino a 1 miliardo di dollari a un gruppo terroristico attivo in Iraq" per liberare 26 ostaggi del Qatar, compresi membri della famiglia reale, il cui pagamento violerebbe le risoluzioni delle Nazioni Unite. I cittadini del Qatar sono stati rapiti il 16 dicembre 2015 da un campo deserto per cacciatori di falchi nel sud dell'Iraq. Gli ostaggi sono stati rilasciati diciotto mesi dopo, nell'aprile 2017. I diplomatici del Qatar hanno risposto alle richieste egiziane di un'indagine riaffermando il loro impegno nei confronti delle risoluzioni delle Nazioni Unite sull'eliminazione del finanziamento del terrorismo.
Nel giugno 2017, il governo del Qatar ha assunto l'avvocato e politico americano John Ashcroft per esercitare pressioni a suo nome e aiutare lo stato a negare le accuse internazionali di sostegno al terrorismo.
Il 24 novembre 2017, il vice capo della polizia di Dubai, il tenente generale Dhahi Khalfan, ha attribuito l'attacco alle moschee del Sinai del 2017 ai rapporti di Al-Jazeera e ha chiesto il bombardamento del quartier generale di Al-Jazeera da parte della coalizione guidata dall'Arabia Saudita.
Israele non tiene relazioni diplomatiche dirette con il Qatar dal 2012, ma negli ultimi anni il paese è emerso come un improbabile pacificatore in Medio Oriente, tendendo una mano a Doha e rafforzando i legami con la sua nemesi, gli Emirati Arabi Uniti. Israele ha offerto a Doha di lavorare insieme alla ricostruzione di Gaza nel giugno 2020, cambiando la narrativa di Washington nei confronti del Qatar riguardo alla sua relazione con Hamas in quanto incentrata sulla cooperazione di tutte le parti a sostegno del piano di pace avviato dall'amministrazione Trump. Nel 2017, Israele ha condannato la legislazione presentata al Congresso degli Stati Uniti, designando il Qatar come stato sponsor del terrorismo per i suoi legami con Hamas. La legislazione è stata presentata da Ed Royce, un repubblicano e allora presidente della commissione per gli affari esteri. Nel frattempo, Israele ha anche rafforzato la sua partnership con gli Emirati Arabi Uniti tenendo un incontro a Washington degli ambasciatori degli Emirati Arabi Uniti e del Bahrein con il Primo Ministro Benjamin Netanyahu. Israele ha mantenuto un equilibrio tra il rafforzamento delle sue relazioni con Abu Dhabi e allo stesso tempo il tendere una mano a Doha.
Nei "Resoconti Nazionali sul Terrorismo" pubblicati dal Dipartimento di Stato americano nel marzo 2022, la cooperazione antiterrorismo firmata nel 2017 dal Qatar prevedeva la partecipazione degli Stati Uniti e del Qatar al controllo dei terroristi e della sicurezza aerea. Nel 2019, il governo del Qatar ha predisposto una nuova legislazione per contrastare il riciclaggio di denaro e il finanziamento del terrorismo, che è stata finalizzata e convertita in legge l'11 settembre 2019, in cui si afferma che il Qatar mantiene un Comitato Nazionale Antiterrorismo (NATC, dall'inglese National Anti-Terrorism Committee) intergovernativo composto da rappresentanti di più di dieci enti governativi. Il NATC ha il compito di formulare la politica antiterrorismo del Qatar, garantire il coordinamento tra enti governativi, adempiere agli obblighi del Qatar di contrastare il terrorismo ai sensi delle convenzioni internazionali e partecipare a conferenze multilaterali sul terrorismo. I funzionari statunitensi si riuniscono regolarmente con il presidente del NATC per discutere l’attuazione del momorandum d'intesa sull'antiterrorismo e la cooperazione generale per il contrasto al terrorismo. Il Qatar State Security Bureau (SSB, dall'inglese State Security Bureau) ha mantenuto un atteggiamento aggressivo nei confronti del monitoraggio delle attività interne legate al terrorismo. Il Qatar è membro della Task Force di Azione Finanziaria per il Medio Oriente e il Nord Africa (MENAFATF, dall'inglese Middle East and North Africa Financial Action Task Force). L'Unità di Informazione Finanziaria (FIU, dall'inglese Financial Information Unit) del Qatar, è un membro del gruppo Egmont. Il Qatar è anche membro del Gruppo Finanziario Anti-ISIL (CIFG, dall'inglese Counter-ISIL Finance Group) e del Centro per la Lotta al Finanziamento del Terrorismo (TFTC, dall'inglese Terrorist Financing Targeting Center), nell'ambito della Coalizione Anti-ISIS. In collaborazione con altri stati membri del TFTC, nel 2019 il Qatar ha imposto una serie di sanzioni contro individui ed entità affiliate alle reti di sostegno al terrorismo del regime iraniano nella regione. Il Qatar ha continuato a mantenere le restrizioni, imposte nel 2017, sulle attività all’estero degli enti di beneficenza del Qatar, richiedendo che tutte queste attività fossero condotte attraverso uno dei due enti di beneficenza approvati, nel tentativo di monitorare meglio le donazioni di beneficenza per evitare l’abuso di questi strumenti al fine di finanziamento del terrorismo.
La Coalizione Nazionale Siriana ha dichiarato: "La Siria attende un ruolo arabo più attivo che contribuirà a porre fine ai quasi dieci anni di sofferenza del popolo siriano; aiuterà il popolo siriano a realizzare le sue aspirazioni di libertà e indipendenza; a ottenere liberarsi del regime omicida di Assad e delle milizie settarie iraniane e porre fine al progetto sovversivo iraniano in Siria e nella regione."
Il Financial Conduct Authority del Regno Unito ha emesso un avviso contro Banque Havilland per le sue strategie commerciali manipolative e ha imposto una multa di 10 milioni di sterline. La banca lussemburghese e i suoi ex dipendenti sono stati trovati coinvolti in un complotto del 2017 per svalutare il riyal qatariota. Un ex analista della banca, Vladimir Bolelyy, ha redatto un documento in cui spiegava il piano per prendere di mira il sistema finanziario del Qatar. Bolelyy e l'ex amministratore delegato londinese, Edmund Rowland, sono stati i responsabili della diffusione del documento, una copia del quale è stata inviata anche a un rappresentante del fondo sovrano di Abu Dhabi. Gli Emirati erano strettamente legati al proprietario della Banque Havilland, David Rowland, il quale infatti era profondamente legato al presidente degli Emirati Arabi Uniti Mohammed bin Zayed Al Nahyan, che veniva chiamato "Il Capo" dai dipendenti della banca. Nel gennaio 2023, la FCA ha bandito e multato Edmund Rowland, Vladimir Bolelyy e l'ex senior manager David Weller.

### Nazioni Unite
Nel novembre 2020, la relatrice speciale delle Nazioni Unite Alena Douhan ha pubblicato un rapporto preliminare in cui condannava il blocco dello stato del Qatar guidato dai sauditi e sollecitava la revoca immediata del divieto a causa delle violazioni dei diritti umani contro il popolo qatariota. La relatrice speciale ha ritenuto illegale il blocco del Qatar condotto dagli Emirati Arabi Uniti, dall'Arabia Saudita, dal Bahrein e dall'Egitto. Douhan ha annunciato la presentazione di un rapporto finale al Consiglio per i diritti umani delle Nazioni Unite nel settembre 2021.
Secondo quanto riferito, la Carta delle Nazioni Unite vieta di imporre qualsiasi misura coercitiva unilaterale contro gli stati membri a meno che non sia autorizzata dagli organi competenti dell'organizzazione o ritenuta coerente con i principi che compongono la Carta.

## Impatto

### Implicazioni logistiche
Il 6 giugno 2017, gli Emirati Arabi Uniti hanno interrotto i servizi postali verso il Qatar.
All’inizio del blocco, quasi l’80% del fabbisogno alimentare del Qatar proveniva dai vicini paesi arabi del Golfo Persico, mentre solo l’1% veniva prodotto internamente. Le importazioni dagli stati al di fuori del Golfo provenivano solitamente via terra dall'Arabia Saudita. Subito dopo la rottura delle relazioni, i residenti qatarioti hanno invaso i negozi di alimentari nella speranza di fare incetta di cibo. Molti camion per la consegna di cibo erano fermi lungo il confine tra Arabia Saudita e Qatar. L'8 giugno 2017, il ministro degli esteri del Qatar, lo sceicco Mohammed bin Abdulrahman bin Jassim Al Thani, ha dichiarato: "Non siamo preoccupati per la carenza di cibo, stiamo bene. Possiamo vivere per sempre così, siamo ben preparati". Il Qatar ha avuto colloqui sia con la Turchia, sia con l’Iran per garantire la fornitura di cibo. L’11 giugno 2017, l’Iran ha inviato quattro aerei cargo con frutta e verdura e ha promesso di continuare la fornitura. La Turchia si è impegnata a fornire cibo e acqua insieme allo spiegamento di truppe nella base militare turca in Qatar.
Nell’ambito della reazione alla perdita delle importazioni alimentari, il governo del Qatar ha fornito sostegno alla società agricola nazionale Baladna, che ha costruito una nuova azienda lattiero-casearia con bovini importati, i quali avrebbero dovuto produrre latte in quantità sufficiente per soddisfare la domanda interna entro giugno 2018.

### Viaggi aerei
Tutte le compagnie aeree con sede nei paesi che hanno imposto il blocco, inclusa Emirates, hanno sospeso i voli da e per il Qatar. Gulf Air, EgyptAir, flydubai, Air Arabia, Saudia ed Airways Etihad hanno sospeso i loro voli da e per il Qatar. Anche Bahrein, Egitto, Arabia Saudita ed Emirati Arabi Uniti hanno vietato il sorvolo di aerei registrati in Qatar. Il Qatar ha dirottato i voli verso l'Africa e l'Europa attraverso l'Iran, pagando cospicue tariffe di sorvolo.
In risposta Qatar Airways ha sospeso le sue operazioni di volo verso Arabia Saudita, Emirati Arabi Uniti, Egitto e Bahrein.
A causa della chiusura dello spazio aereo di Arabia Saudita, Emirati Arabi Uniti, Bahrein ed Egitto a Qatar Airways, Oman Air ha assunto un ruolo significativo nel trasporto di viaggiatori da e per Doha, principalmente attraverso lo spazio aereo iraniano, consentendo comunque ai titolari di passaporto qatariota di prenotare voli. L’embargo sui viaggi ha avuto un impatto significativo sui cittadini stranieri che vivevano e lavoravano in Qatar, con circa 100 000 egiziani e cittadini di altri paesi bloccati lì, impossibilitati a prenotare voli diretti o ottenere documenti di viaggio per il loro ritorno. Su richiesta del Qatar, il blocco è stato esaminato dall'Organizzazione internazionale dell'aviazione civile (ICAO, dall'inglese International Civil Aviation Organization), un'agenzia delle Nazioni Unite tesa a risolvere la crisi con una soluzione condivisa.
Il 31 luglio 2017, l'agenzia ha affermato la sua neutralità nel conflitto e ha annunciato che Qatar Airways avrebbe avuto accesso a tre rotte di emergenza su acque internazionali dall'inizio di agosto sulla base di un accordo preliminare raggiunto con l'autorità aeronautica saudita (GACA, dall'inglese General Authority of Civil Aviation). L'ICAO, con sede a Montreal, ha inoltre ricordato a tutti i paesi membri di rispettare la Convenzione di Chicago del 1944 sull'aviazione civile internazionale e i suoi princìpi.
Nel dicembre 2020, l'ambasciatore del Qatar presso le Nazioni Unite ha inviato una lettera al segretario generale delle Nazioni Unite, António Guterres, e ai membri del Consiglio di sicurezza, denunciando le violazioni dello spazio aereo da parte di quattro aerei militari da combattimento del Bahrein, sostenendo che gli stessi avessero sorvolato le acque territoriali del Qatar il 9 dicembre 2020.

### Trasporti marittimi
Gli Emirati Arabi Uniti hanno vietato alle navi battenti bandiera del Qatar di fare scalo a Fujaira. Ha inoltre vietato alle navi provenienti dal Qatar di entrare nel porto e alle navi nel porto di navigare direttamente verso il Qatar. Restrizioni simili furono introdotte a Jebel Ali, che prima del blocco movimentava oltre l’85% del carico trasportato dalle navi per il Qatar. Anche Bahrein, Egitto e Arabia Saudita hanno bandito le navi battenti bandiera del Qatar dai loro porti.
L'8 giugno 2017 il colosso marittimo Maersk non è stato in grado di effettuare trasporti dentro o fuori il Qatar. A causa dei porti poco profondi del Qatar, le grandi navi mercantili sono costrette ad attraccare a Jebel Ali o in altri porti vicini, dai quali un servizio di collegamento secondario trasporta le merci in Qatar. In risposta, le navi della Maersk e della svizzera MSC dirette in Qatar furono reindirizzate su Salalah e Sohar in Oman. Spedizioni particolarmente piccole di alimenti deperibili e congelati hanno preso questa strada.
Il 12 giugno 2017, la compagnia di navigazione cinese COSCO ha annunciato la sospensione dei servizi da e per il Qatar. La taiwanese Evergreen Marine e la Orient Overseas Container Line di Hong Kong avevano già sospeso i servizi.

### Media
Hamad Saif al-Shamsi, procuratore generale degli Emirati Arabi Uniti, ha annunciato il 7 giugno che la pubblicazione di espressioni di simpatia nei confronti del Qatar attraverso i social media o qualsiasi tipo di forma scritta, visiva o verbale sarebbe stata considerata illegale ai sensi del codice penale federale degli Emirati Arabi Uniti e della legge federale sulla lotta contro i reati informatici. I trasgressori rischiano dai 3 ai 15 anni di reclusione, una multa fino a 500 000 dirham (136 000 dollari) o entrambi. Anche il Bahrein ha rilasciato una dichiarazione simile con una pena detentiva fino a 5 anni e una multa.
Arabia Saudita, Egitto, Bahrein e Emirati Arabi Uniti hanno tutti bloccato l’accesso alle agenzie di stampa del Qatar, inclusa la controversa Al Jazeera. L’Arabia Saudita ha chiuso l’ufficio locale di Al Jazeera Media Network. La BBC ha ipotizzato che i cambiamenti ad Al Jazeera sarebbero stati necessariamente parte di qualsiasi soluzione pacifica. A giugno, anche la qatarina beIN Sports (uno spin-off di Al Jazeera), è stata bloccata dall'Arabia Saudita e dagli Emirati Arabi Uniti. Il divieto fu revocato dagli Emirati Arabi il mese successivo, ma rimase in Arabia Saudita. La programmazione beIN è stata illegalmente rinominata e ridistribuita da un'operazione televisiva pirata su larga scala nota come "beoutQ", che operava dall'Arabia Saudita utilizzando i satelliti Arabsat ed è stata supportata dai politici sauditi.
Nel 2018, il governo saudita ha anche iniziato a prendere di mira beIN Sports per il presunto monopolio nelle trasmissioni sportive, inclusa la revoca delle licenze di trasmissione sulla base di accuse di comportamento anticoncorrenziale e il ritiro dei suoi diritti sulla Asian Football Confederation nel regno per il 2019. BeIN ha reputato le mosse motivate politicamente, sollevando nel frattempo timori per una normalizzazione del servizio mediante la pratica della pirateria.

### Finanza
All'inizio della crisi, Standard & Poor's ha declassato il debito del Qatar di un livello, da AA ad AA−. Il mercato azionario del Qatar è crollato del 7,3% il primo giorno della crisi, per raggiungere un calo del 9,7% entro l'8 giugno 2017. Inoltre, nei primi mesi successivi alla crisi, il governo del Qatar ha iniettato 38,5 miliardi di dollari, equivalenti al 23% del PIL del paese, per sostenerne l'economia e il settore bancario.
Secondo S&P Global Ratings, le banche del Qatar erano abbastanza forti da sopravvivere al ritiro di tutti i depositi dei paesi del Golfo.
Nonostante il blocco diplomatico in corso imposto dall’Arabia Saudita, le banche internazionali come HSBC, Goldman Sachs e altre hanno cercato di ricucire i loro legami con il Qatar costruendo relazioni finanziarie e commerciali più forti. L’Arabia Saudita e gli Emirati Arabi Uniti hanno informalmente avvertito i banchieri di non intrattenere stretti rapporti con Doha, pena di scontarne le conseguenze.
Il 20 gennaio 2019, lo sceicco Tamim bin Hamad Al Thani ha partecipato alla sessione di apertura del vertice economico arabo a Beirut, in Libano. Ciò ha aiutato il Qatar ad aumentare la sua influenza e il suo potere di persuasione nella regione. Lo sceicco Tamim Bin Hamad Al Thani e il presidente mauritano Mohamed Ould Abdel Aziz sono stati gli unici due leader arabi a partecipare al vertice. Poiché lo sceicco è stato l'unico leader del CCG a partecipare, ha ricevuto elogi dallo stesso presidente del Libano, Michel Aoun. Hilal Khashan, professore di scienze politiche all'Università americana di Beirut, ha affermato al riguardo: "È diventato la stella del vertice".
Nel complesso, il PIL annuo del Qatar è diminuito dell'1,5% nel 2017, sebbene sia aumentato dell'1,2% nel 2018 e dello 0,8% nel 2019 nonostante la crisi diplomatica, per poi diminuire del 3,6% nel 2020 a seguito della pandemia di Covid-19. Nell'anno in cui si è conclusa la crisi, nel 2021, il PIL annuo del Qatar è aumentato dell'1,6%.

### Energia
Il Qatar è un leader globale nella produzione di gas naturale liquefatto. Nonostante la rottura dei rapporti diplomatici, il gas naturale del Qatar ha continuato a fluire verso gli Emirati Arabi Uniti e l'Oman attraverso il gasdotto della Dolphin Energy di Abu Dhabi. Il gasdotto soddisfa circa il 30-40% del fabbisogno energetico degli Emirati Arabi Uniti. I vincoli di trasporto dovuti alla crisi hanno causato la deviazione di molteplici spedizioni di petrolio e gas da e verso il Golfo, causando ripercussioni in molti mercati energetici locali. L’8 giugno 2017, i future del gas sono aumentati di quasi il 4% nel Regno Unito, dove quasi un terzo di tutto il gas importato arriva dal Qatar. La disputa ha generato conseguenze anche sulle forniture mondiali di elio, che spesso viene estratto dal gas naturale. Il Qatar è il secondo fornitore mondiale di elio, dietro solo agli Stati Uniti.
Nel marzo 2019, il Qatar ha presentato una denuncia all’Agenzia internazionale per l'energia atomica in merito alla centrale nucleare di Barakah negli Emirati Arabi Uniti, affermando che rappresenta una seria minaccia per la stabilità regionale e l’ambiente. Gli Emirati Arabi Uniti hanno negato che vi siano problemi di sicurezza con l'impianto, costruito dalla Korea Electric Power Corporation (KEPCO) e gestito della francese Électricité de France (EDF), e hanno dichiarato: "Gli Emirati Arabi Uniti ... sono impegnati a rispettare i più alti standard per la sicurezza, protezione e non proliferazione nucleare."

### 23ª e 24ª Coppa delle nazioni del Golfo
La 23ª Coppa delle nazioni del Golfo avrebbe dovuto essere ospitata in Qatar. Nel novembre 2017, le nazionali di Arabia Saudita, Emirati Arabi Uniti e Bahrein si sono ritirati dalla Coppa del Golfo a causa del boicottaggio del Qatar. Il 7 dicembre 2017, è stato annunciato che il Kuwait avrebbe ospitato il torneo di calcio.
Il Qatar ha ospitato la 24ª Coppa delle nazioni del Golfo nel 2019. Bahrein, Arabia Saudita ed Emirati Arabi Uniti hanno annunciato la loro partecipazione al torneo il 12 novembre (due settimane prima dell'inizio dell'evento), annullando un secondo tentativo di boicottaggio dell'evento.

### Relazioni militari del Qatar

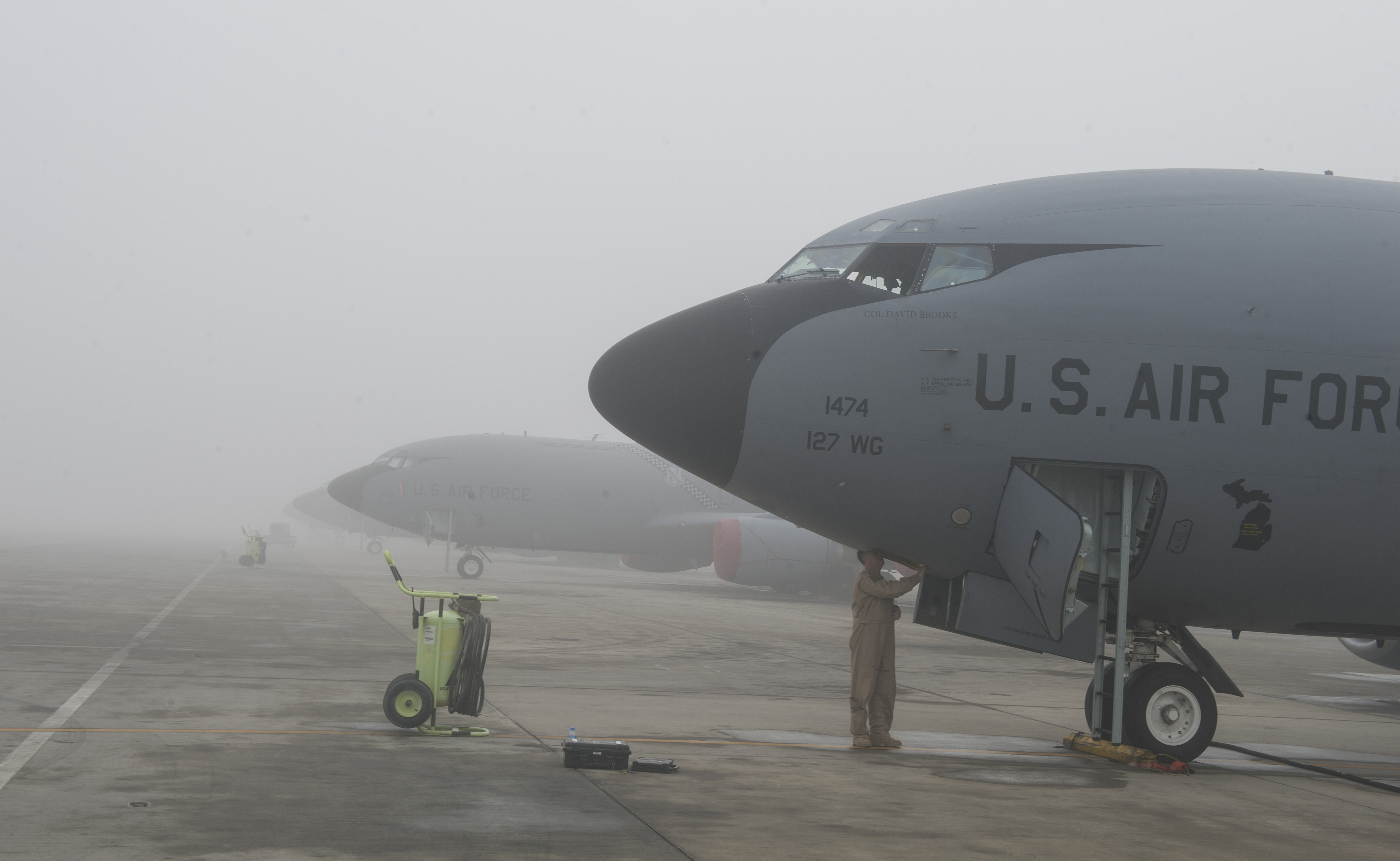
Base aerea di Al Udeid in Qatar

Il 7 giugno 2017, il parlamento turco ha approvato, con 240 voti a favore e 98 contrari, un atto legislativo redatto originariamente a maggio che consente lo schieramento di truppe turche in una base militare turca in Qatar. Nel corso di un discorso del 13 giugno 2017, il presidente della Turchia, Recep Tayyip Erdoğan, ha condannato il boicottaggio del Qatar definendolo "disumano e contrario ai valori islamici" e ha affermato che "vittimizzare il Qatar attraverso campagne diffamatorie non serve a nulla". Il 23 giugno 2017, la Turchia ha respinto le richieste di chiudere la sua base militare in Qatar.
Il Qatar ospita circa 10 000 soldati statunitensi nella base aerea di Al Udeid, che ospita l'avamposto operativo del comando centrale degli Stati Uniti, strategicamente localizzato per gli attacchi aerei statunitensi in Siria, Iraq e Afghanistan. Un portavoce del Pentagono ha affermato che la crisi diplomatica non avrebbe influenzato le missioni militari statunitensi in Qatar.
Il 30 gennaio 2018 si è tenuto un incontro inaugurale del dialogo strategico Stati Uniti-Qatar, copresieduto dal segretario di stato americano Rex Tillerson, dal segretario alla Difesa americano James Mattis, dal vice primo ministro e ministro di stato per gli affari della difesa del Qatar Khalid bin Mohammad Al Attiyah e il vice primo ministro e ministro degli esteri del Qatar Mohammed bin Abdulrahman bin Jassim Al Thani. L'incontro ha espresso la necessità di una soluzione immediata della crisi nel rispetto della sovranità del Qatar. In una dichiarazione congiunta sulla cooperazione in materia di sicurezza, gli Stati Uniti hanno espresso la propria disponibilità a scoraggiare e reprimere qualsiasi minaccia esterna all’integrità territoriale del Qatar. Il Qatar si è offerto di contribuire a finanziare l'espansione delle strutture nelle basi statunitensi in Qatar.
Il 25 marzo 2018, lo United States Central Command (CENTCOM) ha ufficialmente disdetto secondo cui la base aerea di Incirlik in Turchia e la base aerea di Al Udeid in Qatar sarebbero state chiuse nonostante il conflitto regionale in corso.

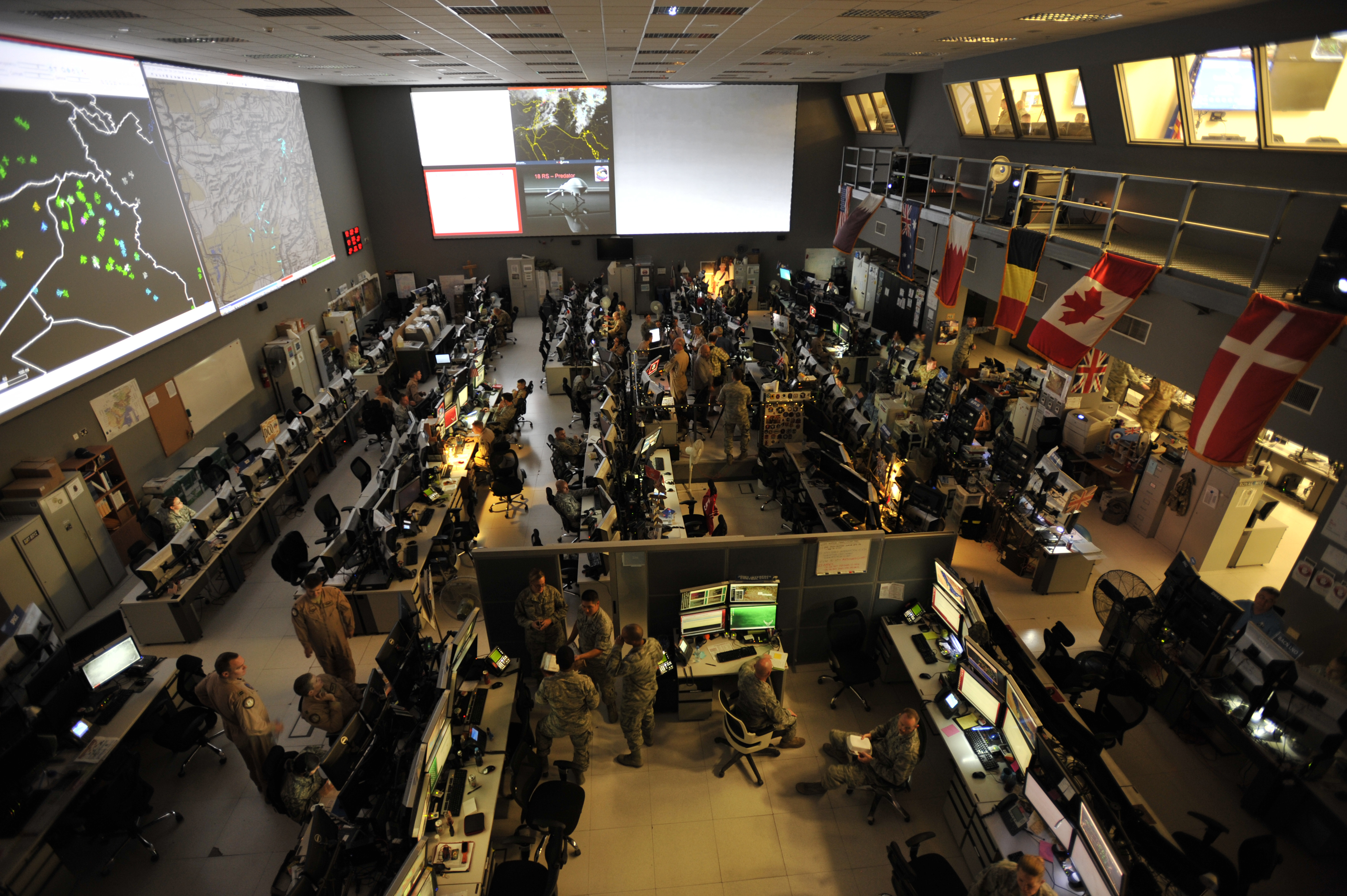
Il centro operativo aereo congiunto (CAOC, dall'inglese Combined Air Operations Center) in Qatar si occupa dell comando e del controllo della potenza aerea in Iraq, Siria, Afghanistan e altre 17 nazioni.

Nel gennaio 2018, l'ambasciatore del Qatar ha comunicato con la Russia l'intenzione di acquistare missili terra-aria S-400. I due paesi avevano firmato un accordo di cooperazione militare e tecnica nel 2017. Nel maggio 2018, il quotidiano francese Le Monde ha riferito che il re Salman dell'Arabia Saudita avrebbe intrapreso un’azione militare se il Qatar avesse installato il sistema di difesa aerea russo. Tuttavia, un alto funzionario russo ha osservato che il sistema sarebbe stato comunque realizzato anche contro la volontà dell’Arabia Saudita. Gli stessi sauditi si stavano avvicinando alla Russia per migliorare i legami economici e militari nel 2017, ma la contrattazione relativa all’accordo sulle armi è stata ostacolata dalle preoccupazioni degli Stati Uniti e dell’Arabia Saudita riguardo alla posizione russa nei confronti del coinvolgimento militare e strategico dell’Iran in Medio Oriente.
Nel giugno 2018, il Qatar ha espresso il desiderio di aderire alla NATO. Tuttavia, la NATO ha declinato la proposta di adesione del Qatar, affermando che solo altri paesi europei avrebbero potuto aderirvi ai sensi dell'articolo 10 del trattato istitutivo della NATO. Il Qatar e la NATO hanno già firmato un accordo di sicurezza nel gennaio 2018.

### Consiglio della Lega Araba 2017
Durante la 148ª sessione del consiglio dei ministri degli esteri della Lega araba, tenutasi al Cairo, il ministro degli affari esteri del Qatar, Sultan bin Saad Al Muraikhi, ha avuto un'accesa discussione con il delegato saudita Ahmad Al Qattan. La discussione è nata dopo che Al Muraikhi ha tenuto un breve discorso su come il Qatar dovesse tornare a sostenere l’Iran dopo aver richiamato l’ambasciatore del Qatar in Iran per sostenere l’Arabia Saudita nel 2016.

### Coppa del Mondo FIFA 2022
Alla fine di settembre, Arabia Saudita, Yemen, Mauritania, Emirati Arabi Uniti, Bahrein ed Egitto hanno chiesto in una lettera alla FIFA di sostituire il Qatar come paese ospitante del Campionato mondiale di calcio 2022, definendo il paese una "base del terrorismo". Hassan Al Thawadi, segretario generale del comitato organizzatore della Coppa del Mondo FIFA del Qatar, ha negato queste affermazioni e ha affermato che le varie questioni logistiche derivanti dalla crisi erano in fase di risoluzione. Il campionato si è svolto in Qatar a novembre e dicembre 2022 come previsto.

## Soluzione
Un articolo pubblicato dal Financial Times afferma che, secondo persone informate sulla questione, il regno dell'Arabia Saudita si è mosso verso la fine del blocco del 2017 contro lo Stato del Qatar dopo la vittoria del presidente eletto Joe Biden nel 2020. Un consigliere dell'Arabia Saudita e degli Emirati Arabi Uniti avrebbero definito il cambiamento nella politica del regno nei confronti del Qatar "un regalo per Biden", segnalando che il principe ereditario Mohammad bin Salman Al Sa'ud aveva mostrato la volontà di "prendere provvedimenti" per risolvere le divergenze con il Qatar. Si dice che il principe sia stato intimidito dall'amministrazione entrante, poiché secondo quanto riferito la precedente amministrazione aveva sostenuto il governo di Riad in tempi di crisi come le vittime nella guerra dello Yemen, la detenzione di attivisti, l'omicidio di Jamal Khashoggi, ecc. D'altra parte, l'ambasciatore degli Emirati Arabi Uniti negli Stati Uniti, Yousef al-Otaiba, avrebbe affermato che porre fine alla controversia non era una priorità, riferendosi alle differenze in corso con la nazione bloccata.
Il 4 gennaio 2021, il Kuwait, vicino dell'Arabia Saudita e membro del CCG, insieme agli Stati Uniti, ha mediato congiuntamente un accordo in base al quale l'Arabia Saudita avrebbe posto fine al blocco del Qatar e avrebbe riaperto il confine terrestre condiviso.
Il 5 gennaio 2021, l'emiro del Qatar, lo sceicco Tamim bin Hamad Al Thani, è arrivato ad Al-'Ula, in Arabia Saudita, per un vertice del CCG. Successivamente, i leader hanno firmato la dichiarazione di Al-'Ula. Prima della firma, Bin Salman ha affermato che il sostegno del Kuwait e degli Stati Uniti ha portato alla "dichiarazione di accordo di Al-'Ula che sarà firmata in questo benedetto vertice, in cui sono state sottolineate la solidarietà e la stabilità del Golfo, degli arabi e dell'islam". Oltre alla dichiarazione è stato firmato un comunicato finale. Il ministro degli esteri saudita Faisal bin Farhan Al Saud ha affermato che l’Arabia Saudita e i suoi alleati hanno concordato di ripristinare pieni legami con Doha, compresa la ripresa dei voli. Il Qatar non ha soddisfatto nessuna delle 13 richieste originali, secondo gli analisti gli stati del Golfo hanno invece concordato una dichiarazione congiunta sulla sicurezza.
Il segretario generale delle Nazioni Unite, António Guterres, ha accolto con favore la fine della crisi e l’apertura dei confini dello spazio aereo, terrestre e marittimo tra Arabia Saudita, Emirati Arabi Uniti, Bahrein, Egitto e Qatar. In una dichiarazione rilasciata il 5 gennaio 2021, ha espresso la speranza che i paesi interessati continuino ad essere positivi, per rafforzare le loro relazioni. Ha riconosciuto anche il contributo del defunto emiro del Kuwait e del defunto sultano dell'Oman, che avevano lavorato instancabilmente per risolvere la spaccatura del Golfo. Un analista politico del Medio Oriente ritiene che il patto segreto tra i leader del Golfo sia stato probabilmente multilivello, comprendendo diversi accordi bilaterali tra singoli stati piuttosto che un documento unitario.
A partire da luglio 2023, Bahrein, Ciad, Egitto, Maldive, Mauritania, Arabia Saudita, Senegal ed Emirati Arabi Uniti hanno ripristinato le relazioni diplomatiche con il Qatar.